# Гвізницька сільська рада
51°49′54″ пн. ш. 23°53′13″ сх. д. / 51.83167° пн. ш. 23.88694° сх. д.
Гвізницька сільська́ ра́да (біл. Гво́зьніцкі сельсавет) — адміністративно-територіальна одиниця у складі Малоритського району Берестейської області Білорусі. Адміністративний центр сільської ради — село Гвізниця.

## Географія
Гвізницька сільська рада розташована на крайньому південному заході Білорусі, на південному заході Берестейської області, на південь від обласного та захід — північний захід від районного центрів. На північному заході вона межує із Берестовицьким районом, на північному сході — із Великоритською сільською радою, на південному сході — із Малоритською сільською радою, а на півдні та південному заході — із Олтуською сільською радою (всі Малоритський район).
Найбільша річка, яка тече із південного сходу на північний захід територією сільської ради — Спановка (у верхівї — Прирва), права притока Західного Бугу.

## Історія
- Сільська рада була утворена 12 жовтня 1940 у складі Малоритського району Берестейської області.
- 25 грудня 1962 року Малоритський район був ліквідований, а Гвізницька сільська рада була передана до складу Берестейського району.
- 6 січня 1965 року район був відновлений і сільська рада була повернута до його складу.

## Склад сільської ради
До складу Гвозницької сільської ради входить 5 населених пунктів, із них всі 5 сіл.
| Населений пункт | Тип  | Населення, осіб (2009) | Координати                                                            |
| --------------- | ---- | ---------------------- | --------------------------------------------------------------------- |
| Гвізниця        | село | 527                    | 51°48′54″ пн. ш. 23°54′23″ сх. д. / 51.81500° пн. ш. 23.90639° сх. д. |
| Богуславка      | село | 51                     | 51°47′21″ пн. ш. 23°50′56″ сх. д. / 51.78917° пн. ш. 23.84889° сх. д. |
| Бродятин        | село | 106                    | 51°51′5″ пн. ш. 23°52′4″ сх. д. / 51.85139° пн. ш. 23.86778° сх. д.   |
| Орлянка         | село | 69                     | 51°52′27″ пн. ш. 23°53′48″ сх. д. / 51.87417° пн. ш. 23.89667° сх. д. |
| Язвин           | село | 9                      | 51°50′21″ пн. ш. 23°54′56″ сх. д. / 51.83917° пн. ш. 23.91556° сх. д. |

## Населення
За переписом населення Білорусі 2009 року чисельність населення сільської ради становила 762 особи.

### Національність
Розподіл населення за рідною національністю за даними перепису 2009 року:
| Національність            | Осіб | Відсоток |
| ------------------------- | ---- | -------- |
| білоруси                  | 720  | 94,49 %  |
| росіяни                   | 18   | 2,36 %   |
| українці                  | 18   | 2,36 %   |
| поляки                    | 3    | 0,39 %   |
| башкири                   | 1    | 0,13 %   |
| інгуші                    | 1    | 0,13 %   |
| національність не вказана | 1    | 0,13 %   |
| Разом                     | 762  | 100 %    |